# Văliug
Văliug (en hongrois : Ferencfalva) est une commune roumaine située dans le județ de Caraș-Severin.